# Teltown
 Die Erdwerke von Teltown (irisch Tailtin, altirisch Tailtiu – die Schöne) liegen nahe der N3 im County Meath zwischen Kells und Navan in Irland. Der Name geht auf die altirische Göttin Tailtiu zurück und soll dem Ort von deren Gatten, dem Firbolg-König Eochaid mac Eirc gegeben worden sein. Der Ort war heidnisches Zentrum eines Kultes, der zu Lughnasadh (1. August) zu Ehren der toten Göttin u. a. mit religiösen Versammlungen, dichterischen Wettkämpfen und einem Markt begangen wurde (altir. Óenach Tailten, „Versammlung von Tailtin“).
Hier sind mehrere Erdwerke erhalten:
- Das größte ist der Rath Dubh (der schwarze Rath). Der Rath hat 45 m Durchmesser. Im Zentrum stand einst, ähnlich wie der Lia Fáil in Tara ein Menhir. Östlich des Rath wurden in einem Feld verbrannte Knochen gefunden.
- The Crockans ist ein großer langer Hügel, der mit der “Teltown Hochzeit” in Verbindung gebracht wird. Paare heirateten hier nach keltischem Recht bis ins 19. Jahrhundert, indem sie sich, durch ein Loch in einem Stein, später in einer hölzernen Tür, die Hände reichten. Sie lebten nach dieser Zeremonie mindestens für ein Jahr und einen Tag zusammen.

Im Jahre 2005 entdeckte der irische Archäologe George Eogan, der durch die Ausgrabung von Knowth bekannt wurde, beim denkmalgeschützten Teltown house konzentrische Kreise als Felsritzungen, die auf 2000 v. Chr. datiert werden.